# Rhynchogadus
Rhynchogadus is een monotypisch geslacht van straalvinnige vissen uit de familie van diepzeekabeljauwen (Moridae). Het geslacht is voor het eerst wetenschappelijk beschreven in 1948 door Tortonese.

## Soort
- Rhynchogadus hepaticus (Facciolà, 1884)